# O-30 (Turkije)
De O-30 of Otoyol 30 (Autosnelweg 30) is een autosnelweg in Turkije. De autosnelweg is de ringweg om İzmir (İzmir Çevre Otoyolu). De snelweg is 60 kilometer lang en loopt van İzmir tot Menemen. De O-30 sluit aan op de O-32, de O-31, de O-33 en de O-5. De snelweg werd tegen 2006 op 2x3 rijstroken gebracht en in 2011 en 2015 verlengd. 
O-1 · 
O-2 · 
O-3 · 
O-4 · 
O-5 · 
O-6 · 
O-7 · 
O-20 · 
O-21 · 
O-21A · 
O-22 · 
O-30 · 
O-31 · 
O-32 · 
O-33 · 
O-50 · 
O-51 · 
O-52 · 
O-53 · 
O-54 · 
O-57